# Mohamed Dräger
 (mai 2023).
Mohamed Dräger, né le 25 juin 1996 à Fribourg-en-Brisgau en Allemagne, est un footballeur international tunisien. Il joue au poste d'arrière droit à l'Eintracht Brunswick.

## Biographie

### En club

#### SC Fribourg (2017-2020) et prêt au SC Paderborn
Le 27 juillet 2017, il fait ses débuts avec le SC Fribourg en Ligue Europa, contre les Slovènes du NK Domžale.
En 2018, il rejoint le SC Paderborn 07 pour deux saisons, sous forme de prêt.

#### Olympiakós (2020-2021)
En septembre 2020, il est recruté par l'Olympiakós pour quatre ans.
Ne bénéficiant pas de beaucoup de temps de jeu, il quitte son équipe après une saison.

#### Nottingham Forest (depuis 2021) et prêt au FC Lucerne (depuis 2022)
Il signe un nouveau contrat avec Nottingham Forest qui évolue en Championship (deuxième division).
Lors du mercato hivernal de 2022, il est prêté jusqu'à la fin de la saison au FC Lucerne, dernier de la Super League suisse, avec option d'achat. il marque dès son premier match contre le FC Lugano (défaite 2-1). Grâce à ses performances, et en évitant la relégation, le club suisse renouvelle l'option de prêt jusqu'en juin 2023.

### En sélection
Avec les moins de 17 ans, il participe à la coupe du monde des moins de 17 ans 2013, organisée aux Émirats arabes unis. Lors de cette compétition, il joue quatre matchs, inscrivant un but en phase de poule contre le Japon. La Tunisie s'incline en quart de finale face à l'Argentine.
Le 20 novembre 2018, Dräger joue son premier match avec la Tunisie contre le Maroc, en entrant à la 79e minute à la place de Naïm Sliti.
Le 14 novembre 2022, il est sélectionné par Jalel Kadri pour participer à la coupe du monde 2022.

### Vie privée
Il est né d’un père allemand et d’une mère tunisienne. 

## Palmarès

### En clubs
- Champion de Grèce en 2021 avec l'Olympiakós

### En sélection
- Vainqueur de la Coupe Kirin 2022
- Finaliste de la Coupe arabe de la FIFA 2021